# Manfred Schmidt (Kulturmanager)
Manfred Schmidt (* 1949; † 2024) war ein deutscher Eventmanager. Er betrieb die Residenz, einen prominenten Veranstaltungsort am Pariser Platz in Berlin. Zu seinen Kunden bzw. Gästen gehörten vor allem Politiker, Journalisten, Wirtschafts- und Verbandsvertreter.

## Leben
Schmidt stammte aus der Lüneburger Heide. Nach einem Hauptschulabschluss arbeitete er zunächst als Sozialarbeiter, dann als freier Journalist beim WDR. In Köln veranstaltete er Partys in seiner privaten Wohnung. Die Partys waren so erfolgreich, dass Manfred Schmidt seither auch beruflich Veranstaltungen organisierte. Zu seinen ersten Kunden gehörten Annemarie Renger, damals Vizepräsidentin des Deutschen Bundestags, die laut Presseberichten 1979 bei Manfred Schmidt ihren 60. Geburtstag feierte. Im Jahr 2010 war er laut Süddeutscher Zeitung die „unumstrittene Nummer eins im deutschen Eventmanagement“.

## Nord-Süd-Dialog
Zwischen 2007 und 2009 organisierte Manfred Schmidt dreimal den Nord-Süd-Dialog, eine Diskussionsveranstaltung für die Bundesländer Baden-Württemberg und Niedersachsen. Dabei unterstützte ihn möglicherweise auch Olaf Glaeseker, der damalige Pressesprecher des niedersächsischen Ministerpräsidenten Christian Wulff (Wulff-Affäre), obwohl es sich beim Nord-Süd-Dialog um eine rein privatwirtschaftliche Veranstaltung handelte. Diese Zusammenarbeit war ab Ende 2012 Gegenstand einer staatsanwaltlichen Untersuchung, wobei im Januar 2013 auch Hausdurchsuchungen bei Glaeseker und Schmidt erfolgten. Glaeseker nutzte seine Verbindungen zu Schmidt mehrfach, um kostenlos Ferien zu machen. Der Gewinn der Veranstaltungen soll sich laut einer Untersuchung des Landeskriminalamtes Hannover auf 871.644 Euro belaufen. Im Gegenzug erhielt Glaeseker 18 Freiflüge zu einem geldwerten Vorteil von 8.860 Euro und 17 Urlaubstripps zu Ferienresidenzen Schmidts, was einem geldwerten Vorteil von 26.572 Euro entsprach. Im März 2013 erhob die Staatsanwaltschaft Klage beim Landgericht gegen Schmidt wegen Bestechung und gegen Glaeseker wegen Bestechlichkeit. Am 6. September 2013 ließ das Landgericht Hannover die Anklage zu und gab als Prozessbeginn den 9. Dezember 2013 bekannt. Im März 2014 stellte das Gericht das Verfahren gegen eine Geldauflage von 25.000 Euro ein. Zudem muss Schmidt noch 5.000 Euro an gemeinnützige Einrichtungen zahlen.

## Party für Christian Wulff
Am Abend der Wahl von Christian Wulff in das Amt des Bundespräsidenten veranstaltete Manfred Schmidt eine Party in der Residenz am Pariser Platz. Die Gästeliste war (zumindest teilweise) mit Wulff persönlich abgesprochen. Obwohl Wulff von einer privaten Feier sprach, nahm Schmidt von einzelnen Gästen Eintrittsgelder von bis zu 3.000 Euro.

## Politiker-Reisen
Neben Olaf Glaeseker verbrachten auch andere prominente Politiker Ferien bei oder mit Manfred Schmidt. Der Berliner Regierende Bürgermeister Klaus Wowereit besuchte ihn im Jahr 2004 für einige Tage auf dessen Finca bei Barcelona. Der Vorsitzende der Grünen, Cem Özdemir, besuchte mit Schmidt im Jahr 2011 ein Fußballspiel des FC Barcelona gegen Real Madrid. Die Kosten für die Eintrittskarten (mehrere hundert Euro) übernahm teilweise Manfred Schmidt. Silvana Koch-Mehrin verbrachte vermutlich mit ihrem Lebenspartner James Candon Anfang 2010 ein langes Wochenende in Schmidts Haus im französischen Banyuls-sur-Mer. Auch der Ministerpräsident von Rheinland-Pfalz, Kurt Beck, und die ehemalige Bundesgesundheitsministerin Ulla Schmidt haben enge Beziehungen zu Schmidt.

## Firmen
Seine Geschäfte wickelte Manfred Schmidt über die Manfred Schmidt Media S. L., eingetragen in Barcelona, und die Manfred Schmidt Media GmbH im schweizerischen Zug ab.